# 무릎 꿇어 너희 다
《무릎 꿇어 너희 다》(프랑스어: À genoux les gars)는 2018년 제작된 프랑스의 코미디 드라마 영화이다.

## 출연진

### 주연
- 수아드 아르젠 - 야스미나 역
- 이냐스 샹티 - 림 역
- 시디 메자이 - 살림 역
- 메흐디 다흐만 - 마지드 역

### 조연
- 루브나 아비다르 - 엄마 역
- 바야 카스미 - 이모 역

## 수상
- 2018년 제71회 칸영화제 후보 주목할 만한 시선 (앙투안 데오지에레스)
- 2018년 제45회 켄트 영화제 후보 세계 영화 부문 (앙투안 데오지에레스)
- 2018년 제36회 뮌헨 국제영화제 후보 스포트라이트 (앙투안 데오지에레스)